# Adolf Fényes
Adolf Fényes (ur. 29 kwietnia 1867 w Kecskemecie, zm. 15 marca 1945 w Budapeszcie) – węgierski malarz.
Po ukończeniu sławnego Fasori Gimnázium studiował malarstwo u Bertalana Székelya w Budapeszcie, Maxa Thedy w Weimarze i na Académie Julian w Paryżu u Williama-Adolphe Bouguereau, a po powrocie do Budapesztu u Gyuli Benczúra. Od 1894 wystawiał obrazy w budapeszteńskiej galerii sztuki. Malował małomiasteczkowe pejzaże, przede wszystkim miasteczka Szolnok.